# Manuel Fernández de Loaysa
Ramón Fernández de Loaysa  (San Martín de Pusa, provincia de Toledo, c. 1784 - Toledo, c. 1856), historiador y escritor español.

## Biografía
Bachiller en Teología, fue también doctor en ambos derechos y sucedió a Pedro Manuel Hernández en la dirección de la biblioteca pública creada por el cardenal Francisco Antonio de Lorenzana en Toledo; desde 1818 fue correspondiente de la Real Academia de la Historia, a la que remitió una copia de las capitulaciones de los Comuneros de Toledo con el general que mandaba el ejército del Rey, en 25 de octubre de 1521; también localizó el códice gótico que contenía el Fuero Juzgo con los usos de Carrión de los Condes, y una concordia entre el cabildo y el Ayuntamiento de Plasencia. 
Fue asimismo profesor, rector y decano de la Universidad de Toledo hasta su supresión, profesor sustituto de la cátedra de literatura e historia de su instituto, y canónigo de su Catedral. Ayudó a la Sociedad Económica Matritense a editar la Agricultura general del talaverano Gabriel Alonso de Herrera. Escribió varios discursos en latín y español, y ayudó a José Amador de los Ríos a encontrar algunas obras para su Historia de la literatura española.

## Obras
- De virtutis studio literis conjugendo ad studiosos adolescentes oratio Toleti: apud Thomam ab Anguiano, [¿1825?]
- In scholarum instauratione Oratio: Toleti anno MDCCCXXXII.XV. Kalend. Novembris Toleti: typis J. a Cea, 1832.
- Oportere scholares quiete litteris vacare Oratio: Toleti anno MDCCCXXXIII. XV. kalend novembris Toleti: typis J. a Cea, 1833.
- In scholarum apertione Oratio: Toleti anno MDCCCXXXIV. XV. Kal. Novembris Toleti: apud J. a Cea, 1834.
- In fortune adversitate solatium ex litteris esse quaerendum. Oratio: Toleti anno MDCCCXXXV Toleti: apud J. a Cea, 1835.
- De liberali institutione adolescentibus ad humanitatem informandis procuranda. Oratio: Toleti XVI. Kal. decembris MDCCCXXXVI. ann.: pro aperiendis scholis recitata. Toleti: typis J. a Cea, 1836.
- Pro aperiendis scholis Oratio: Toleti ann. MDCCCXXXVII. XIV. kalend. Decembtis Toleti: apud J. a Cea, 1837.
- De bibliothecis, earum institutione, et utilitate. Oratio: Toleti anno MDCCCXXXVIII. XV Kalend. Novembris. Toleti: apud J. a Cea, 1838.
- In scholarum Apertione oratio: Toleti anno MDCCCXXXIX. Toleti: apud J. a Cea, 1839.
- De Sapientiae in utraque ortuna utilitate Oratio: Toleti anno MDCCCXXXX Toleti: Typis J. a Cea, 1840.
- In scholarum apertione Oratio: anno MDCCCXLI. Kalend. Novembris Toleti: apud J. a Cea, 1841.
- Oración pronunciada en la apertura del curso de 1842 al 1843 en la universidad de Toledo, Toledo: de Cea, 1842.
- Oración pronunciada en la apertura del curso de 1843 al 1844 en la Universidad de Toledo  (sobre la virtud y mérito en la profesión del magisterio), Toledo: de Cea, 1843.